# Liliana Tomova
Liliana Tomova (Bulgaria, 9 de agosto de 1946) fue una atleta búlgara especializada en la prueba de 800 m, en la que consiguió ser campeona europea en 1974.

## Carrera deportiva
En el Campeonato Europeo de Atletismo de 1974 ganó la medalla de oro en los 800 metros, con un tiempo de 1:58.14 segundos que fue récord de los campeonatos, llegando a meta por delante de la alemana Gunhild Hoffmeister y la rumana Mariana Suman. También ganó la plata en los 1500 metros, con un tiempo de 4:04.97 s, tras la alemana Gunhild Hoffmeister y por delante de la noruega Grete Andersen (bronce).